# 広島県立中央森林公園
広島県立中央森林公園（ひろしまけんりつちゅうおうしんりんこうえん）は、広島県三原市にある森林公園。

## 概要
1993年に開港した広島空港と共にその周辺に整備された森林公園。県が中心となって設立した財団法人中央森林公園協会が指定管理者として運営管理している。第46回全国植樹祭会場。
国際規格のサイクリングコースと日本庭園「三景園」を主要施設として、自然の中でハイキングやピクニックなどが出来る施設が整備されている。同園内から飛行機の離着陸をみる事が出来る。コンベンションセンター「フォレストヒルズガーデン」や「フォレストヒルズゴルフ＆リゾート」、「広島エアポートホテル」が隣接している。
滑走路を離着陸する飛行機を間近で見学する事が出来る。そのため、家族連れや航空ファンが訪れ、スポッティングや撮影が行われる。

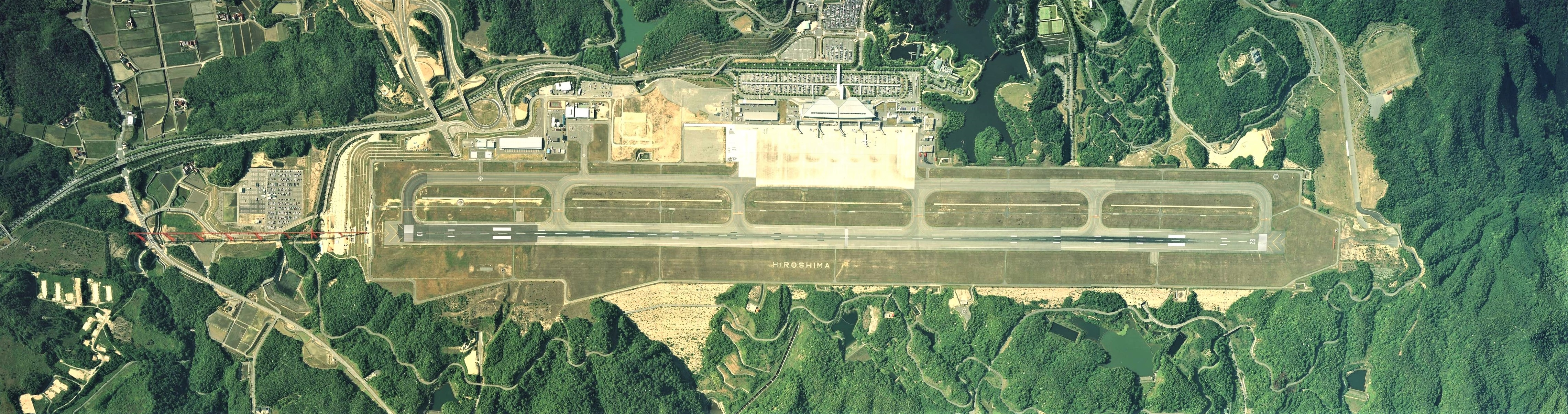
広島空港と森林公園。森林公園の主施設は写真右上に集中している。滑走路を1周する曲がった道がサイクリングロード。
。2005年撮影の4枚を合成作成。

## 主な施設

### サイクリングロード
国際自転車競技連合 (UCI)公認のロードレースコースであり、空港の外を一周する12.3kmのコース。広島で行われた1994年アジア競技大会自転車個人ロード会場。全日本自転車競技選手権大会の主要会場である。そのほかにも、デュアスロンのカーフマンジャパンデュアスロングランプリ中国ステージ会場、周辺ではシクロクロスも行われている。
また家族向けに1周1.5kmから2.9kmの3コースが整備されており、自転車の貸し出しも行っている。
過去には自転車の博物館を建設する計画もあったが、頓挫している。2010年ヒロシマ・オリンピック構想において自転車会場に想定された。

### 三景園
空港開港を記念して造られた約6haの回遊式庭園。広島県の代表的な山・里・海の3つの風景を表現したことからこの名前となった。
ここで茶会も行われる。なおここは入場料はかかる。が、県の減免制度により、65歳以上、身障手帳あるいは療育手帳所持、小中高生、は入場無料。
こちらは三景園管理事務所（本郷町善入寺64-24）が運営管理しているため、問い合わせなどは別途参照。

### 運動広場
公園の東端にある天然芝のグラウンド。通称「本郷グラウンド」。広さの目安として、ラグビーとサッカーの試合会場として2面、ソフトボール会場として4面取ることが出来る。
主に県下の主要ラグビー会場として利用されている。

### 用倉大橋
サイクリングロードを構成する主要構造物であり、木造の斜張橋としては日本最長。
諸元
- 橋種：木トラス補剛桁3径間連続斜張橋
- 橋長：145m
- 幅員：5.0m

## 主なイベント
- 1994年アジア競技大会自転車個人ロード
- 1995年第46回全国植樹祭
- 全日本自転車競技選手権大会ロード

## 交通
駐車場は、1P、2P、4-11Pの3エリアに分かれている。山陽自動車道の河内IC（広島IC方面、河内ICから広島県道73号広島空港線も経由）や本郷IC（福山西IC方面）から駐車場へは広島県道82号広島空港本郷線を経由してアクセスする。
バスは、広島県道82号広島空港本郷線沿い（公園別れ交差点付近）に中央森林公園バス停があり、広島空港を発着するエアポートリムジン（福山駅発着、三原駅発着）が停車する。
広島空港からは徒歩10分。空港正面玄関から管理事務所の公園センター・サイクルセンターまで少し離れている。